# Des Plaines
Des Plaines [dɛsˈpleɪnz] ist eine Stadt im Cook County im Nordosten des US-amerikanischen Bundesstaates Illinois.
Im Jahr 2020 hatte Des Plaines 60.675 Einwohner.
Des Plaines stellt eine principal city der Metropolregion Chicago dar. Die Stadt liegt 28 km nordwestlich von Chicago und 37 km südlich von Waukegan in unmittelbarer Nachbarschaft zum O’Hare International Airport. Der Des Plaines River fließt durch die Stadt, östlich des Stadtzentrums. Die Einkommen der erwerbstätigen Bevölkerung umfassen einen weiten Bereich, was sich auch in den Immobilienpreisen widerspiegelt, die zwischen $30.000 und mehr als $1.000.000 liegen.

## Geographie
Laut dem United States Census Bureau hat die Stadt eine Fläche von 37,6 km², davon 37,3 km² Land und 0,3 km² Wasser. Durch den Ort führen zwei Interstate Highways, die I-90 Northwest Tollway und die I-294 (Tri-State Tollway) sowie die U.S. Highways 12, 14 und 45. Der Name leitet sich vom Des Plaines River ab, der den Ort durchfließt und auf Französisch aus der Prärie bedeutet.
Ein Teil der Stadt liegt über dem Des-Plaines-Krater, einem Gebiet mit einer Gesteinsanomalie, die wahrscheinlich auf einen prähistorischen Meteoritenkrater zurückzuführen ist. Der Felsboden wurde durch den Einschlag zerbrochen, im Folgenden aber durch eiszeitliche Gletscher wieder mit Sediment gefüllt. 

## Demografische Daten
Nach der Volkszählung im Jahr 2000 lebten 58.720 Einwohner in 22.363 Haushalten und 15.071 Familien in der Stadt. Die Bevölkerungsdichte betrug 2.590 Einwohner pro Quadratkilometer. Die durchschnittliche Familiengröße betrug 3,21.
Die Altersverteilung lag bei 22,3 % unter 18 Jahren, 7,5 % zwischen 18 und 24 Jahren, 29,2 % zwischen 25 und 44 Jahren und 44,23 % zwischen 45 und 64 Jahren. 17,2 % der Bevölkerung war älter als 65 Jahre. Auf 100 weibliche Einwohner kommen 93,6 männliche Einwohner.
Das mittlere Haushaltseinkommen betrug $53.638, das mittlere Familieneinkommen $65.806. Das Pro-Kopf-Einkommen betrug $24.146. Etwa 3,0 % der Familien lebten unterhalb der Armutsgrenze.

## Wirtschaft
Die Royal Jordanian Airline unterhält eine Niederlassung in Des Plaines.

## Sehenswürdigkeiten

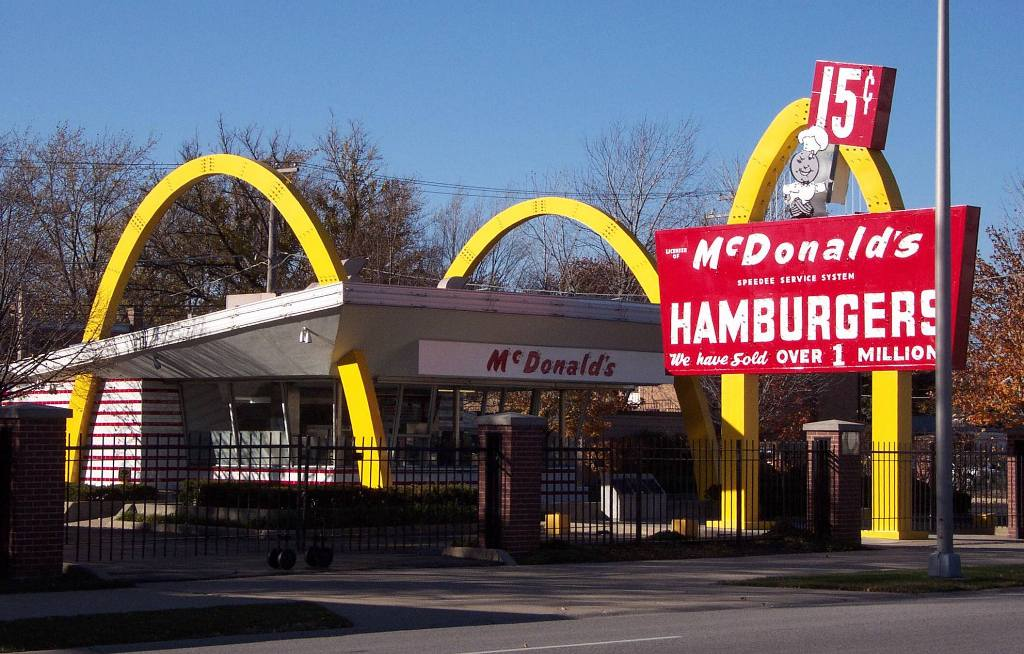
McDonald’s Museum

- McDonald’s Museum, eine Nachbildung des ersten McDonald’s Restaurants, das von Ray Kroc, dem Gründer von McDonald’s gebaut wurde
- Lake Opeka im Lake Park
- Methodisten-Zeltlagerplatz, aufgelistet im National Register of Historic Places[3]
- Des Plaines Public Library
- Des Plaines Theater

## Söhne und Töchter der Stadt
- Rick Zombo (* 1963), Eishockeyspieler und -trainer
- Ivan Djurovic (* 1986), Schauspieler, Filmschaffender und Synchronsprecher